# Depot von Birkau
Das Depot von Birkau ist ein archäologischer Depotfund aus der Frühbronzezeit, der im Ortsteil Birkau der Gemeinde Göda (Landkreis Bautzen) entdeckt wurde.
Der Hortfund wurde 1923 beim Pflügen in einem Tongefäß entdeckt. Er hatte ein Gesamtgewicht etwa 1300 Gramm und bestand aus einem Ösenhalsring, vier schweren ovalen Ringen mit offenen Enden (zwei verschollen), neun kleinen offenen Ringen mit Pfötchenenden (drei verschollen), einer offenen quergerippten Manschette (verschollen), einer Schmuckscheibe mit zwei Stachelaufsätzen (verschollen), einer Kette (verschollen) aus 60 Bronzeperlen in Tönnchenform und einer Doppelperle. Der Fund wurde auf etwa 1800–1600 v. Chr. datiert und der Aunjetitzer Kultur zugeordnet.
Ausgestellt werden die Funde im Museum Bautzen. Die verschollenen Teile gingen 1945 durch Plünderungen am Auslagerungsort in Leisnig verloren.